# ORTEP

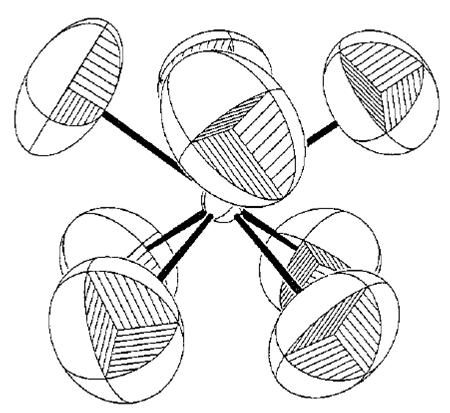
Voorbeeld van een ORTEP-plot

ORTEP is een acroniem en staat voor Oak Ridge Thermal Ellipsoid Plot. Het is een computerprogramma waarmee de moleculaire geometrie en kristalstructuur van organische of anorganische verbindingen kan worden voorgesteld. Het programma wordt in de kristallografie veel voor analyse gebruikt en in wetenschappelijke publicaties om illustraties mee te maken. Een van de kenmerken van ORTEP is dat het automatisch stereoscopische beelden kan maken voor een driedimensionaal beeld van de structuur. ORTEP is in Fortran geschreven. Het werd door CK Johnson ontwikkeld aan het Oak Ridge National Laboratory.
Het programma stelt de atomen als bollen of als ellipsoïden voor, die de anisotrope thermische beweging van de atomen voorstellen. Die geven de positie om een atoom aan, waar de kans 50% is dat de omliggende atomen zich bevinden. De gebruiker kan de kans instellen.

## Versies
De eerste versie van ORTEP dateert uit 1965, en produceerde uitvoer die met een plotter werd afgedrukt. ORTEP-II kwam in 1976 uit, ORTEP-III in 1996.
LJ Farrugia van de Universiteit van Glasgow heeft een versie voor Windows gemaakt met een meer gebruiksvriendelijke grafische gebruikersomgeving. Deze heeft ook een interface met de POV-Ray, een programma dat van raytracing gebruikmaakt. ORTEP-III geeft uitvoer in de vorm van HP-GL- of Encapsulated PostScript EPS-bestanden. EPS-bestanden kunnen verder met Adobe Illustrator of vergelijkbare software worden bewerkt.
ORTEX is een ander Windows-programma gebaseerd op ORTEP-III. Het werd door het Crystallography Centre van de Nationale Universiteit van Ierland, Galway ontwikkeld en maakt deel uit van het pakket Oscail.